# Шишкін Валерій Володимирович
Валерій Володимирович Шишкін (нар. 1 листопада 1940 — пом. 19 лютого 2021) — радянський і російський тенісист, тренер з тенісу. Заслужений тренер РРФСР .

## Біографія
Народився в 1940 році.
Ще з юнацьких років займався різними видами спорту: майстер спорту СРСР по настільному тенісу, кандидат в майстри спорту СРСР з шахів. Тенісом почав займатися порівняно пізно, вже будучи у віці 26 років . Чемпіон Караганди з тенісу 1967 року в одиночному розряді.
Закінчив Вищу школу спортивної майстерності. Тренер ДСШ № 5 — СДЮШОР міста Сочі (1976—1991). З 1994 був тренером академії тенісу міста Піннеберг, що поблизу Гамбурга . Перший тренер Сергія Пономарьова, чемпіона Європи серед юнаків в парному розряді 1984, і Євгена Кафельникова, першого переможця турніру Великого шолома з Росії, з яким пропрацював з 1979 по 1991 рік.
Валерію Шишкіну присвячена друга частина книги Мансурова З. З. «Євген Кафельников» (http://tennisgolfpro.com/media/mansurov_evgeniy_kafelnikov_redact.pdf [Архівовано 24 червня 2021 у Wayback Machine.]).

## Нагороди
- Заслужений тренер РРФСР (1990)
- Член Залу російської тенісної слави в категорії «тренер» (2008)[2]
- Лауреат тенісної премії «Російський кубок» в номінації «Тренер року» (2014 року)[1]